# マヨット
座標: 南緯12度48分12秒 東経45度09分47秒 / 南緯12.80343度 東経45.16308度

マヨット
Mayotte

コモロ諸島でのマヨット島の位置

マヨット（マイヨット）（フランス語: Mayotte）は、フランスの海外県である。アフリカ大陸南東、マダガスカル島との間のモザンビーク海峡に浮かぶコモロ諸島に属する島である。コモロ諸島の最も南東に位置する。マヨット島を除く他の島々は独立国家コモロ連合であり、同国はフランスに対し、マヨット島の領有権および返還を主張している。

## 領名
フランス語名は、Mayotte（マヨット（マイヨットの方が発音としては正しい））。英語読みでは、マイヨット。
フランス領となる以前からの伝統的名称は、Mahoré（マオレ / マホレ）で、この島の帰属を主張するコモロは、こちらで呼んでいる。
日本語の表記は、マヨット、マイヨット、その他コモロ側の名称から、マホレ、マオレとも書かれる。

## 歴史
1841年、フランスはマヨット島の王からこの島を買収してフランスの植民地とした。
その後、フランスはマヨットを拠点として残るコモロ諸島3島をも植民地化した。1912年7月25日、コモロ諸島植民地は、フランス領マダガスカルに併合。第二次世界大戦中は、マヨット島にイギリス海軍の基地が置かれた。1946年にコモロは自治領になり、1958年にマダガスカルがフランス共同体の自治共和国になったため、コモロ諸島はフランス海外領土となった。その後、1961年に内政自治権が認められた。
1960年、コモロ諸島の首府がマヨット島のザウジから、グランドコモロ島のモロニへ移転されたが、この過程で遷都に反対するマヨット島はほかの三島に対する反発を強め、対立が激化していった。1960年代後半からはコモロでも自治拡大および独立運動が盛んになってきたが、マヨットでは他島に対する反発からフランス帰属が支持を得るようになっていった。
1974年12月22日に、コモロ諸島全域でフランスからの独立に関する住民投票が行われ、独立賛成が多数を占めたが、唯一マヨット島のみが反対票が多かった。そのため、マヨット島の処遇についてフランス政府とコモロ自治政府で話し合いがもたれたが、結論が出る前の1975年7月6日に、マヨット島を含むコモロ諸島全体について独立を宣言した。これに対して、マヨット島では、1976年2月8日および4月11日に再度住民投票を行い、フランス残留と自治権拡大について賛成多数となり、フランス政府はこの結果を受諾した。そのため、コモロは国連に裁定を委ねた。10月21日国連総会は、住民投票におけるフランスの不正の疑いが強いことを理由に、マヨット島のコモロ帰属を決議した。しかし、フランスはこの決議には従わず、自治権を拡大するため、12月1日にマヨットを領土的共同体とした。さらに、フランス本土で地方分権化がすすむのにあわせて、海外県・海外領土への権限移譲を推進するため、2000年7月の住民投票での賛成を経て、2001年7月11日に実験的な制度である海外準県になった。2009年3月29日の住民投票で賛成派が95%を占めたため、2011年3月31日よりフランスの海外県になった。海外県になることは、フランス本土と同じ法と社会システムを採用することを意味する。2014年1月1日より、EUの完全な一部となった。
1977年2月11日の法令77-129では県庁所在地をマムズと指定した一方で、ザウジを暫定の県庁所在地とした。その後完全移行の宣言はなされず、45年近く両都市間で論争が発生していたが、2023年8月24日にマムズが正式な県庁所在地となった。
2024年12月14日、 シクロン・シド（サイクロン・チド）が、病院や学校、ザウジ・パマンジ国際空港の管制塔などを倒壊させ、広範囲を停電させた。

## 政治

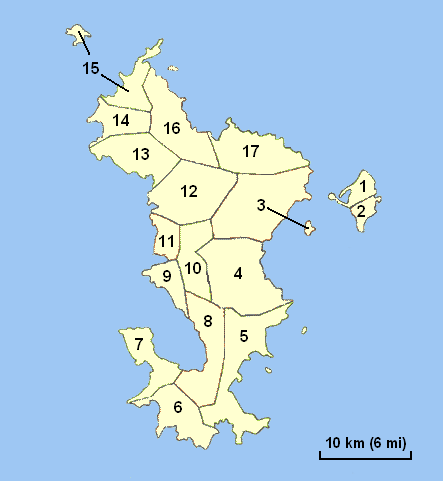
行政区分

フランス本土と同様、行政首長は、県会議員によって互選された県会議長が兼任する。任期は6年。大統領が任命する知事（Prefect）は中央政府と地方自治体との調整役を務めるにとどまる。
県会は、全19議席。任期3年で、住民の直接選挙で選出される。また、マヨットの住民は、フランスの上院と下院にそれぞれ1名の代表を送ることが認められている。

## 地理

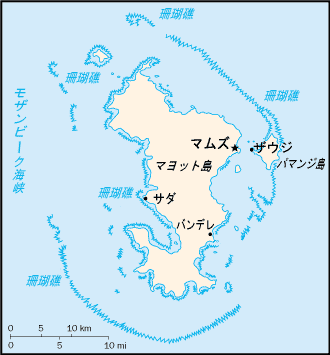
マヨットの地図

マヨット島の地理

マヨットの道路

マヨット島（マホレ島）は、コモロ諸島の南東端に位置する。本島（通称、グランド・テール: 「大島」）とパマンジ島（通称、プティト・テール: 「小島」）、その他周辺の小島および珊瑚礁で構成されている。本島は、コモロ諸島の中で地質学上最も古くに形成された火山島である。火山岩のため、土壌は肥沃である。最高地点は標高660ｍのベナラ山である。
島全体を珊瑚礁が包囲するため、その内側の海は穏やかで、漁船および軍艦の待避港として役立っており、また、マリンスポーツにも適している。

## 経済
肥沃な土壌に恵まれているため農業を中心にして、漁業、畜産が行われている。しかし、狭い耕地を輸出用作物に割いてしまっているため自給自足はできず、食料需要の大部分をフランスからの輸入に依存している。また、交通が不便なため、観光業は不振である。
輸出されている農作物は、バニラ、イランイラン、コーヒーなど。
1997年からマヨット独自の切手を発行してきたが、海外県に昇格したことで発行が終了し、2011年4月1日よりフランス本土と同じ切手が再導入されることとなった。現在はマヨット切手とフランス切手の移行期間である。

## 空港
唯一の空港としてザウジ・パマンジ国際空港が存在する。

## 住民
住民は周辺のコモロ諸島の他の島々同様にムスリム（イスラム教徒）で占められる。マヨットの子供は6歳になると小学校とマドラサに並行して通う。
公用語のフランス語を話すのは住民の約3分の1。地域言語としてマダガスカル語やスワヒリ語の方言、コモロ語(マオレ・コモロ語)などが話されている。